# Lytta moesta
Lytta moesta är en skalbaggsart som först beskrevs av Horn 1878.  Lytta moesta ingår i släktet Lytta och familjen oljebaggar. Inga underarter finns listade i Catalogue of Life.